# Jorge Tadeo Lozano
Jorge Tadeo Lozano de Peralta y González Manrique, visconte di Pastrana (Santa Fé de Bogotá, 30 gennaio 1771 – Santa Fé de Bogotá, 6 luglio 1816), è stato un politico colombiano.
Direttore de El correo curioso dal 1801, fu presidente della rivoluzionaria repubblica di Cundinamarca dal 1811. Rimpiazzato da Antonio Nariño, fu fucilato comunque dagli spagnoli.